# Júlia Colom
Júlia Colom (Valldemossa, 1997) és una cantant i compositora mallorquina. Colom es va llicenciar al Taller de Músics de l'Escola Superior d'Estudis Musicals (ESEM) en l'especialitat de cant de jazz. La seva música es troba entre la música d'arrel i les tendències actuals. Arrel del treball de fi de carrera, es dedicà a recuperar tonades antigues escoltant molt “madò Buades i cantadors i cantadores vius que m'han transmès el seu saber”. Ha actuat a Nova York, Portugal, l'Índia o França.
El 2020 s'estrenà un documental dirigit per Joan Porcel, Sempre dijous, que gira al voltant dels seus inicis com a cantant i que guanyà el premi al Millor Documental Nacional al Festival In-Edit Barcelona International Music Documentary Film. El 2023 va publicar el seu primer àlbum Miramar en què combinava música tradicional i moderna.

## Discografia
- 2023 Miramar